# Sanne Cant
Sanne Cant (Lille, 8 ottobre 1990) è un'ex ciclocrossista, ex mountain biker ed ex ciclista su strada belga, nella specialità del ciclocross ha vinto tre titoli mondiali, nel 2017, nel 2018 e nel 2019, oltre a tre Coppe del mondo di ciclocross, quattro Superprestige, sei Trofee veldrijden, tre titoli europei e quindici titoli nazionali consecutivi.

## Palmarès

### Cross
- 2006-2007 (Juniores)

Campionati belgi, gara Juniores
- 2007-2008 (Juniores)

Campionati belgi, gara Juniores
- 2008-2009 (Selle Italia-Guerciotti, una vittoria)

Ciclocross del Ponte (Faè di Oderzo)
- 2009-2010 (IKO Enertherm-BKCP, una vittoria)

Campionati belgi, gara Elite
- 2010-2011 (IKO Enertherm-BKCP, due vittorie)

Campionati belgi, gara Elite
Krawatencross (Lille, 4ª prova Gazet van Antwerpen Trofee)
- 2011-2012 (IKO Enertherm-BKCP, una vittoria)

Campionati belgi, gara Elite
- 2012-2013 (IKO Enertherm-BKCP, nove vittorie)

Vlaamse Industrieprijs Bosduin (Kalmthout)
Cyclocross Zonhoven (Zonhoven, 2ª prova Superprestige)
Cyclocross Leuven (Lovanio, 4ª prova Soudal Classics)
Cyclocross Essen (Essen, 2ª prova Bpost Bank Trofee)
Azencross (Loenhout, 3ª prova Bpost Bank Trofee)
Campionati belgi, gara Elite
Vlaamse Aardbeiencross (Hoogstraten, 7ª prova Superprestige)
Noordzeecross (Middelkerke, 8ª prova Superprestige)
Internationale Sluitingsprijs (Oostmalle, 6ª prova Bpost Bank Trofee)
- 2013-2014 (IKO Enertherm-BKCP, dodici vittorie)

Supercross Baden (Baden)
Grote Prijs Neerpelt (Neerpelt, 1ª prova Soudal Classics)
Grote Prijs Albert Van Damme (Laarne)
Jaarmarktcross (Niel, 2ª prova Soudal Classics)
Grote Prijs van Hasselt (Hasselt, 3ª prova Bpost Bank Trofee)
Cyclocross Gavere (Gavere, 3ª prova Superprestige)
Vlaamse Industrieprijs Bosduin (Kalmthout)
Cyclocross Essen (Essen, 4ª prova Bpost Bank Trofee)
Cyclocross Diegem (Diegem, 5ª prova Superprestige)
Campionati belgi, gara Elite
Krawatencross (Lille, 7ª prova Bpost Bank Trofee)
Internationale Sluitingsprijs (Oostmalle, 8ª prova Bpost Bank Trofee)
- 2014-2015 (IKO Enertherm-BKCP, venticinque vittorie)

Grote Prijs Neerpelt (Neerpelt, 1ª prova Soudal Classics)
Berencross (Meulebeke)
Polderscross (Kruibeke)
Cyclocross Gieten (Gieten, 1ª prova Superprestige)
Cyclocross Zonhoven (Zonhoven, 2ª prova Superprestige)
Campionati europei, gara Elite
Cyclocross Ruddervoorde (Ruddervoorde, 3ª prova Superprestige)
Jaarmarktcross (Niel, 2ª prova Soudal Classics)
Cyclocross Gavere (Gavere, 4ª prova Superprestige)
Duinencross (Koksijde, 2ª prova Coppa del mondo)
Milton Keynes Cyclo-Cross (Milton Keynes, 3ª prova Coppa del mondo)
Flandriencross (Hamme, 3ª prova Bpost Bank Trofee)
Grote Prijs van Hasselt (Hasselt, 4ª prova Bpost Bank Trofee)
Vlaamse Druivencross (Overijse)
Scheldecross (Anversa, 3ª prova Soudal Classics)
Waaslandcross (Sint-Niklaas)
Campionati belgi, gara Elite
Weversmisdagcross (Otegem)
Parkcross (Maldegem)
Krawatencross (Lille, 8ª prova Bpost Bank Trofee)
Vlaamse Aardbeiencross (Hoogstraten, 7ª prova Superprestige)
Noordzeecross (Middelkerke, 8ª prova Superprestige)
Grote Prijs Stad Eeklo (Eeklo)
Cyclocross Heerlen (Heerlen)
Internationale Sluitingsprijs (Oostmalle)
- 2015-2016 (IKO Enertherm-BKCP, venti vittorie)

Cyclocross Gieten (Gieten, 1ª prova Superprestige)
Cyclocross Zonhoven (Zonhoven, 2ª prova Superprestige)
Campionati europei, gara Elite
Cyclocross Ruddervoorde (Ruddervoorde, 3ª prova Superprestige)
Jaarmarktcross (Niel, 2ª prova Soudal Classics)
Cyclocross Gavere (Gavere, 4ª prova Superprestige)
Grote Prijs van Hasselt (Hasselt, 3ª prova Soudal Classics)
Duinencross (Koksijde, 3ª prova Coppa del mondo)
Cyclocross Essen (Essen, 4ª prova Bpost Bank Trofee)
Scheldecross (Anversa, 5ª prova Bpost Bank Trofee)
Grote Prijs Eric De Vlaeminck (Heusden-Zolder, 5ª prova Coppa del mondo)
Azencross (Loenhout, 6ª prova Bpost Bank Trofee)
Grote Prijs Sven Nys (Baal, 7ª prova Bpost Bank Trofee)
Campionati belgi, gara Elite
Cyclo-cross de Lignières-en-Berry (Lignières, 6ª prova Coppa del mondo)
Parkcross (Maldegem)
Vlaamse Aardbeiencross (Hoogstraten, 7ª prova Superprestige)
Noordzeecross (Middelkerke, 8ª prova Superprestige)
Grote Prijs Stad Eeklo (Eeklo)
Internationale Sluitingsprijs (Oostmalle)
- 2016-2017 (IKO Enertherm-Beobank, diciannove vittorie)

Cross Geraardsbergen (Geraardsbergen, 1ª prova Brico Cross)
Cyclocross Gieten (Gieten, 1ª prova Superprestige)
Cyclocross Zonhoven (Zonhoven, 2ª prova Superprestige)
Kermiscross (Ardooie)
Waaslandcross (Sint-Niklaas, 2ª prova Soudal Classics)
Jaarmarktcross (Niel, 3ª prova Soudal Classics)
Cyclocross Gavere (Gavere, 4ª prova Superprestige)
Grote Prijs van Hasselt (Hasselt, 4ª prova Soudal Classics)
Poldercross (Zeven, 5ª prova Coppa del mondo)
Flandriencross (Hamme, 3ª prova IJsboerke Ladies Trophy)
Zilvermeercross (Mol)
Cyclocross Essen (Essen, 4ª prova IJsboerke Ladies Trophy)
Scheldecross (Anversa, 5ª prova IJsboerke Ladies Trophy)
Azencross (Loenhout, 6ª prova IJsboerke Ladies Trophy)
Campionati belgi, gara Elite
Campionati del mondo, gara Elite
Noordzeecross (Middelkerke, 8ª prova Superprestige)
Vestingcross (Hulst, 6ª prova Brico Cross)
Internationale Sluitingsprijs (Oostmalle)
- 2017-2018 (IKO Enertherm-Beobank, diciannove vittorie)

Cross Eeklo (Eeklo, 1ª prova Brico Cross)
Cyclo-Cross Collective Cup #2 (Waterloo, 2ª prova Coppa del mondo)
Berencross (Meulebeke, 2ª prova Brico Cross)
Campionati europei, gara Elite
Cross Denmark (Bogense, 4ª prova Coppa del mondo)
Poldercross (Zeven, 5ª prova Coppa del mondo)
Flandriencross (Hamme, 3ª prova IJsboerke Ladies Trophy)
Cyclocross Essen (Essen, 4ª prova IJsboerke Ladies Trophy)
Scheldecross (Anversa, 5ª prova IJsboerke Ladies Trophy)
Grote Prijs Eric De Vlaeminck (Heusden-Zolder, 7ª prova Coppa del mondo)
Azencross (Loenhout, 6ª prova IJsboerke Ladies Trophy)
Cyclocross Diegem (Diegem, 6ª prova Superprestige)
Campionati belgi, gara Elite
Weversmisdagcross (Otegem)
Grote Prijs Adrie van der Poel (Hoogerheide, 9ª prova Coppa del mondo)
Campionati del mondo, gara Elite
Krawatencross (Lille, 8ª prova IJsboerke Ladies Trophy)
Vlaamse Aardbeiencross (Hoogstraten, 7ª prova Superprestige)
Noordzeecross (Middelkerke, 8ª prova Superprestige)
- 2018-2019 (IKO Enertherm-Beobank, undici vittorie)

Berencross (Meulebeke, 2ª prova Brico Cross)
Rapencross (Lokeren, 2ª prova Brico Cross)
Jaarmarktcross (Niel, 2ª prova Sack Zelfbouw Ladies Trophy)
Zilvermeercross (Mol)
Cyclocross Zonhoven (Zonhoven, 5ª prova Superprestige)
Waaslandcross (Sint-Niklaas, 3ª prova Soudal Classics)
Cyclocross Diegem (Diegem, 6ª prova Superprestige)
Campionati belgi, gara Elite
Campionati del mondo, gara Elite
Krawatencross (Lille, 8ª prova Sack Zelfbouw Ladies Trophy)
Vlaamse Aardbeiencross (Hoogstraten, 7ª prova Superprestige)
- 2019-2020 (IKO-Crelan, tre vittorie)

Waaslandcross (Sint-Niklaas, 3ª prova Rectavit Series)
Versluys Cyclocross (Bredene, 6ª prova Ethias Cross)
Campionati belgi, gara Elite
- 2020-2021 (IKO-Crelan, una vittoria)

Campionati belgi, gara Elite
- 2021-2022 (IKO-Crelan, due vittorie)

Berencross (Meulebeke, 4ª prova Ethias Cross)
Campionati belgi, gara Elite
- 2022-2023 (Crelan-Fristads, una vittoria)

Campionati belgi, gara Elite
- 2023-2024 (Crelan-Fristads, due vittorie)

Azencross (Loenhout)
Campionati belgi, gara Elite
- 2024-2025 (Crelan-Fristads, una vittoriq)

Cyclocross - Otegem

#### Altri successi
- 2010-2011 (IKO Enertherm-BKCP)

Classifica generale Gazet van Antwerpen Trofee
- 2012-2013 (IKO Enertherm-BKCP)

Classifica generale Bpost Bank Trofee
- 2013-2014 (IKO Enertherm-BKCP)

Classifica generale Bpost Bank Trofee
- 2014-2015 (IKO Enertherm-BKCP)

Classifica generale Coppa del mondo
- 2015-2016 (IKO Enertherm-BKCP)

Classifica generale Coppa del mondo
Classifica generale Bpost Bank Trofee
Classifica generale Superprestige
- 2016-2017 (IKO Enertherm-Beobank)

Classifica generale IJsboerke Ladies Trophy
Classifica generale Superprestige
- 2017-2018 (IKO Enertherm-Beobank)

Classifica generale Coppa del mondo
Classifica generale Superprestige
- 2018-2019 (IKO Enertherm-Beobank)

Classifica generale Sack Zelfbouw Ladies Trophy
Classifica generale Superprestige

### Mountain biking
- 2009

Campionati belgi, Cross country Elite

## Piazzamenti

### Grandi giri
- Giro d'Italia

2024: 37ª
- Tour de France

2022: 62ª
2023: 85ª

### Competizioni mondiali
- Campionati del mondo di ciclocross

Hooglede-Gits 2007 - Elite: 18ª
Treviso 2008 - Elite: 24ª
Hoogerheide 2009 - Elite: 6ª
Tábor 2010 - Elite: 15ª
St. Wendel 2011 - Elite: 9ª
Koksijde 2012 - Elite: 3ª
Louisville 2013 - Elite: 18ª
Hoogerheide 2014 - Elite: 4ª
Tábor 2015 - Elite: 2ª
Heusden-Zolder 2016 - Elite: 3ª
Bieles 2017 - Elite: vincitrice
Valkenburg 2018 - Elite: vincitrice
Bogense 2019 - Elite: vincitrice
Dübendorf 2020 - Elite: 12ª
Ostenda 2021 - Elite: 8ª
Fayetteville 2022 - Elite: 10ª
Tábor 2024 - Staffetta mista: 3ª
Tábor 2024 - Elite: 14ª
Liévin 2025 - Elite: 9ª
Liévin 2025 - Staffetta mista: 6ª
- Campionati del mondo su strada

Glasgow 2023 - In linea Elite: 69ª
- Campionati del mondo gravel

Veneto 2023 - Elite: 19ª
Belgio 2024 - Elite: 61ª
- Campionati del mondo di mountain bike

Australia 2009 - Team Relay: 10ª

### Competizioni europee
- Campionati europei di ciclocross

Huijbergen 2006 - Elite: 15ª
Hittnau 2007 - Elite: 9ª
Liévin 2008 - Elite: 9ª
Hoogstraten 2009 - Elite: 10ª
Francoforte sul Meno 2010 - Elite: 14ª
Lucca 2011 - Elite: 9ª
Ipswich 2012 - Elite: 5ª
Mladá Boleslav 2013 - Elite: 6ª
Lorsch 2014 - Elite: vincitrice
Huijbergen 2015 - Elite: vincitrice
Pontchâteau 2016 - Elite: 6ª
Tábor 2017 - Elite: vincitrice
Rosmalen 2018 - Elite: 4ª
Silvelle 2019 - Elite: 6ª
Rosmalen 2020 - Elite: 7ª
Drenthe-Col du VAM 2021 - Elite: 10ª
Namur 2022 - Elite: 17ª
Pontchâteau 2023 - Staffetta mista: 3ª
Pontchâteau 2023 - Elite: 8ª
Pontevedra 2024 - Elite: 15ª
- Campionati europei su strada

Herning 2017 - In linea Elite: 80ª
Glasgow 2018 - In linea Elite: ritirata
Alkmaar 2019 - Staffetta mista: 4ª
Alkmaar 2019 - In linea Elite: ritirata
Plouay 2020 - In linea Elite: ritirata
Monaco di Baviera 2022 - In linea Elite: 24ª